# Saaleturm
Der Saaleturm im Ortsteil Burgk der Stadt Schleiz (Saale-Orla-Kreis) in Thüringen ist ein 2011 fertiggestellter Aussichtsturm aus Holz mit einer Höhe von 43 m und 192 Stufen.
Der Turm wurde von der einstigen Gemeinde Burgk errichtet. Den Beschluss für den Bau fasste der Gemeinderat am 1. Februar 2008. Ursprünglich war der Krähenhügel als Standort favorisiert worden; der Bau dort scheiterte jedoch an Grundstücksproblemen. Schließlich fand man einen Standort am Ortseingang von Burgk auf einer Fläche, die bereits als Parkplatz genutzt wurde. Der Name Saaleturm wurde unter 132 Vorschlägen ausgewählt.
Der Grundstein wurde im Juni 2010 gelegt. Eine Zeitkapsel  aus Kupfer, die unter anderem eine Lokalausgabe der Ostthüringer Zeitung, den Bauplan des Turmes und ein Verzeichnis der Gemeinderatsmitglieder enthält, wurde dabei eingebaut. Die Aussichtsplattform befindet sich in 36 Meter Höhe, zwei weitere Plattformen sind in 4,50 und 7,50 Meter Höhe.
Das Besteigen des Turmes oberhalb der Plattform in 4,50 Meter Höhe ist gebührenpflichtig. Die maximale Sichtweite auf der obersten Plattform beträgt 32 km.
Am 28. Mai 2011 wurde der Turm eingeweiht.
Der Turm samt Anlage eines Toilettenhäuschens, der Grünflächen, Bänke und Parkflächen für 130 Fahrzeuge kostete zwei Millionen Euro.

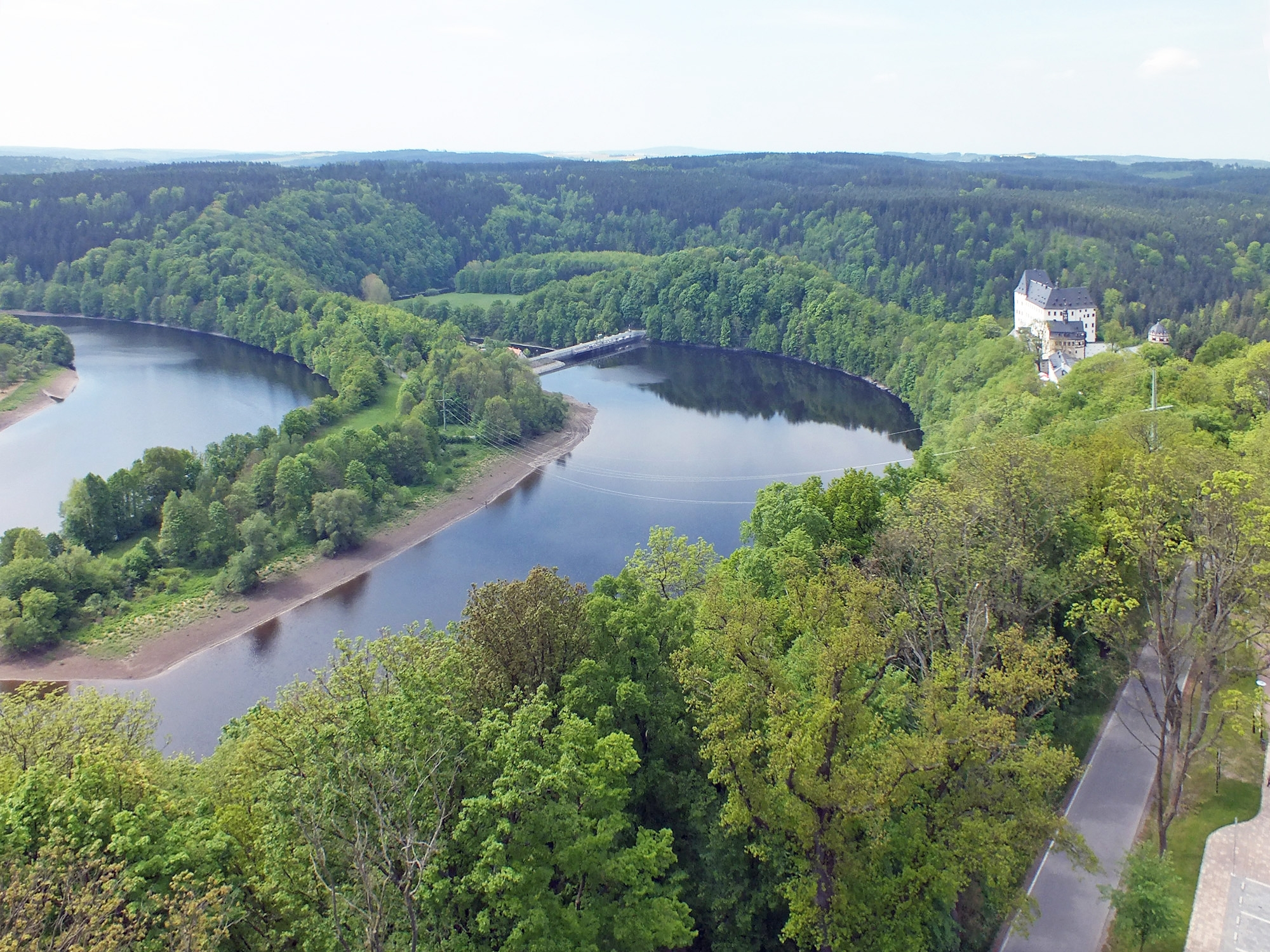
Talsperre Burgkhammer und Schloss Burgk vom Saaleturm aus gesehen
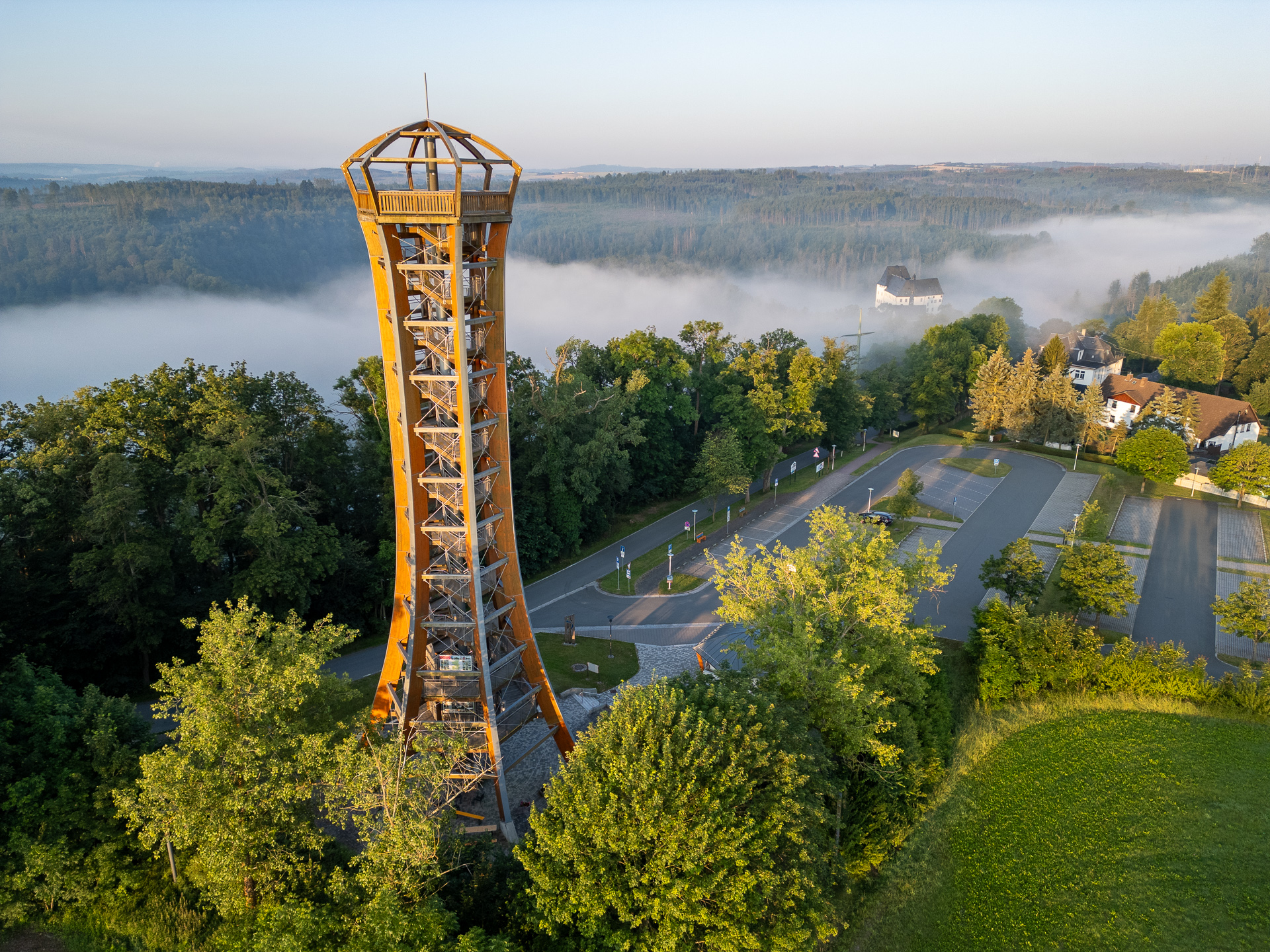
Saaleturm mit Schloss Burgk im Hintergrund im Nebel
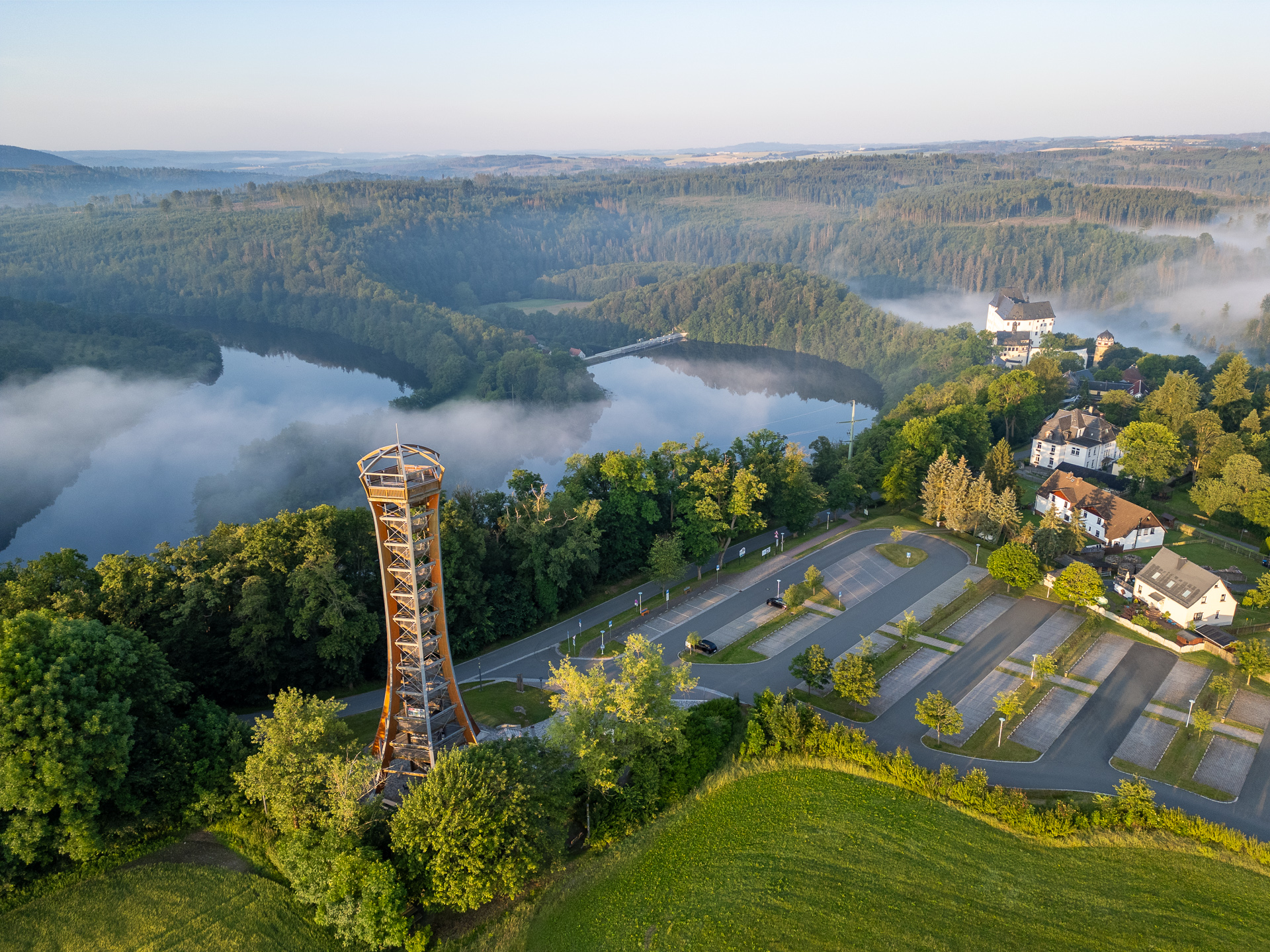
Saaleturm mit Saale und Schloss Burgk